# Disney Challenge Show - Me contro Te
Disney Challenge Show - Me contro Te è un programma televisivo andato in onda su Disney Channel dal 20 maggio 2019, condotto dal duo "Me contro Te".
Il programma, del tipo game show per ragazzi, è composto da 24 episodi della durata di 11 minuti andato in onda alle 20:20 dal lunedì al sabato.